# Global Movement for Children
Global Movement for Children (GMC) (engl. für Globale Bewegung für Kinder) ist eine weltweite Bewegung von Nichtregierungsorganisationen und Einzelpersonen, um die Welt den Bedürfnissen von Kindern anzupassen.
GMC entstand aus dem Erfolg der UNICEF-Kampagne Say Yes for Children (engl. für Sag ja zu Kindern), die zur UN-Sonderversammlung für Kinder führte und 2002 Bürger jeder Nation, Familien, Kommunen, die Zivilgesellschaft sowie Organisationen jeder Art zu einer aktiven, einflussreichen Bewegung verband.
Die Hauptziele sind:
- Vereinigen und Koordinieren einer großen globalen Einheit von Organisationen und Personen, um die öffentliche Meinung zu beeinflussen und gemeinsame Aktionen durchzuführen
- Bewerben von und Unterstützen der Teilhabe von Kindern
- Beeinflussung und Ermutigung zu politischen Absichtserklärungen und öffentlicher Verantwortung

GMC versucht also, gemeinsam weltweite Lobbyarbeit für Kinderrechte und Verantwortung von Regierungen für Kinder zu erreichen.

## Geschichte
Die Kinderrechtsbewegung entstand im frühen zwanzigsten Jahrhundert, als Einzelpersonen und öffentliche Einrichtungen sowie NGOs anfingen sich zusammenzuschließen, um ihre Anstrengungen effektiver zu gestalten, das Schicksal von Kindern weltweit zu verbessern. In den letzten Jahren wuchs die Bewegung erheblich und bekam eine gemeinsame Richtung durch den Entwurf und das Inkrafttreten der Kinderrechtskonvention, die 1989 am dreißigsten Jahrestag der Kinderrechtserklärung verabschiedet wurde.
Nach der Verabschiedung der Konvention folgten weitere Ereignisse im Sinne der GMC:
- Der Kindergipfel 1990
- Graça Machels Studie zum Einfluss von bewaffneten Konflikten auf Kinder (1996)
- weltweite Kampagnen gegen Landminen, Kinderarbeit, sexuelle Ausbeutung und gegen den Einsatz von Kindersoldaten
- Das GMC-Komitee der Say Yes for Children campaign von 2002

Nelson Mandela und Graça Machel starteten GMC bei den Vereinten Nationen und seither brachte es Tausende von Kinderrechtsorganisationen zusammen. Über die Jahre konzentrierte sich GMC auf folgende Themen:
- Bildung für Mädchen
- Kinder und AIDS
- Gewalt gegen Kinder
- Überleben von Kindern
- Kinder und Migration sowie Verkehr

### Die Rolle von Nelson Mandela und Graça Machel
Mandela und Machel sind die Paten der GMC, ihre sichtbaren Fürsprecher und ihre inspirierenden Leiter. Als Schlüsselfiguren des GMC engagieren beide politische, zivile, jugendliche, religiöse und andere Leiter in der Kampagne, um das Leben von Kindern der ganzen Welt zu verbessern. Sie agieren als Katalysatoren, um diese Leiter von rhetorischen Aussagen zu konkreten Versprechen, Aktionen und Ergebnissen zu motivieren, die beabsichtigen, die Lebensverhältnisse von Kindern zu verbessern.

### UN-Vollversammlungs-Erklärung zur GMC
Im Jahre 2002 beschloss die UN-Vollversammlung Folgendes:
Artikel 62: „We hereby recommit ourselves to spare no effort in continuing with the creation of a world fit for children, building on the achievements of the past decade and guided by the principles of first call for children. In solidarity with a broad range of partners, we will lead a Global Movement for Children that creates an unstoppable momentum for change.“
Freie Übersetzung: „Wir verpflichten uns hiermit neu dazu, keine Anstrengung zu unterlassen, um die weiterhin eine für Kinder geeignete Welt zu schaffen, aufbauend auf dem Erreichten des letzten Jahrzehnts und geleitet durch die Prinzipien, zuerst nach Kindern zu fragen. In Solidarität mit einer breiten Menge von Partnern werden wir eine weltweite Bewegung für Kinder anführen, die einen nicht aufzuhaltenden Schwung der Veränderung schaffen wird.“

## Leitungskomitee
Gegenwärtig besteht das Leitungskomitee (Convening Committee) der GMC aus den größten Kinderorganisationen: ENDA Tiers Monde, Plan International, REDLAMYC, Save the Children, UNICEF und World Vision International.
Es bestehen eigene regionale Leitungskreise, die mit nationalen Kinderrechtsorganisationen zusammenarbeiten.
Grundsätze des Leitungskomitees
1. Kinderrechtsbasierter Ansatz: Das Leitungskomitee konzentriert sich auf Kinderrechte, wie sie in der Kinderrechtskonvention niedergelegt sind. Die Anerkennung dieses Ansatzes setzt voraus, dass es keine Kompromisse mit den Kinderrechten geben kann und dass das Leitungskomitee diese mit Bestimmtheit verteidigt.
2. Kinderteilhabe: Mitwirkung von Kindern stellt das Herz der Aktivitäten des Leitungskomitees dar. Kinder sind die besten Anwälte für Kinder. Jene, die marginalisiert oder verletzt werden oder in Armut leben, können besser verstehen, wie diese Umstände ihr tägliches Leben beeinflussen und sollten daher in der Lage sein, vollständig an der Planung und Umsetzung von Lösungen mitzuwirken. Kinder haben in der GMC eine aktive Rolle, hauptsächlich auf lokaler und nationaler Ebene, aber auch im internationalen Bereich. So sind sie in die Leitung des GMC genauso einbezogen wie in die Aktionen.
3. Sexuelle Gleichstellung: Mädchen und Jungen haben die gleichen Rechte und das Leitungskomitee arbeitet daran, dieses Prinzip in die Tat umzusetzen. Dies erfordert einen Arbeitsansatz, der auf das Geschlecht achtet und besonders auf die Rechte der Mädchen. Zusätzlich beachtet das Leitungskomitee besonders, die Verschiedenartigkeit, Pluralismus, Toleranz und das Streben nach fröhlichem Miteinander zu respektieren, indem es alle Formen der sozialen Diskriminierung zu beseitigen versucht.
4. Vielseitiger und Ganzheitlicher Ansatz: Die Organisationen integrieren sehr verschiedene Gruppen, um eine Bewegung zu formen, die darauf abzielt, eine weitreichende Gruppe zu bilden, die Kindern gegenüber wohlwollend gesinnt ist. Diese Gruppen versuchen Partnerschaften mit existierenden nationalen, regionalen und internationalen Vereinigungen für Kinderrechte einzugehen.
5. Institutional- und Langzeitreform: Diese Organisationen achten gemeinsam auf die Anwaltschaftsarbeit (Lobbying). In diesem Sinne fokussieren sie auf Aufklärungsarbeit, um institutionelle Veränderungen zu bewirken, die die Bedingungen schaffen, um die Kinderrechtskonvention vollständig umzusetzen.
6. Lokal verwurzelt, weltweit relevant: Das Leitungskomitee ist von Natur aus auf Teilnahme der Basis ausgerichtet und zieht die Auswirkungen, die es lokal haben kann, für seine globalen Aktivitäten in Betracht. Deshalb beginnt die Arbeit des Leitungskomitees auf der Ebene der Gemeinden und baut darauf global auf.